# 阿图罗·馬奎茲
阿图罗·馬奎茲·纳瓦罗（西班牙語：Arturo Márquez Navarro，1950年12月20日—），墨西哥管弦乐作曲家，善于将墨西哥本地的音乐形式与风格融入自己的作品。

## 生平介绍
馬奎茲于1950年出生在索诺拉州阿拉莫斯，在此地他开始对音乐产生兴趣。其父亲为阿图罗·馬奎茲，母亲为奥萝拉·纳瓦罗；馬奎茲是家中的第九个孩子，也是九个孩子中唯一一个成为音乐家的人。他父亲是墨西哥街头乐队的乐手，此后前往洛杉矶。祖父是一位墨西哥民间音乐家，活跃于墨西哥北部的索诺拉州与奇瓦瓦州。受父亲及祖父的影响，馬奎茲在儿时接触以墨西哥“沙龙音乐”为主的多种音乐风格。这一经历促成馬奎茲日后音乐创作的动力。
馬奎茲从16岁开始作曲，就读于墨西哥音乐学院，并在1970年－1975年间学习钢琴及乐理。1976年－1979年间师从费德里科·伊瓦拉、华金·古铁雷斯·埃拉斯与埃克托尔·金塔纳学习作曲。随后，他在获得了富布赖特奖金与加州艺术学院的作曲硕士学位。
馬奎茲的音乐融合了墨西哥当地的音乐形式与音乐风格，例如他的丹颂舞曲是以墨西哥韦拉克鲁斯州的本土音乐为基础创作的。在2007年，指挥家杜达梅尔率领西蒙·玻利瓦尔乐团巡演欧洲及美国时就上演了丹颂舞曲第2号。这部作品为世人打开重新认识馬奎茲其他作品的大门，因为这些作品正更广泛地在世界各地，尤其是拉美地区演出。丹颂舞曲也被更为频繁地运用于世界各地的芭蕾舞作品中。他是一位广受拉丁美洲大众欢迎的作曲家，被公认为他所处年代中最重要的墨西哥作曲家之一。
馬奎茲现同他的家人生活在墨西哥城。

## 获奖情况
馬奎茲曾获多项殊荣。2009年12月14日，时任墨西哥总统费利佩·卡尔德龙授予馬奎茲国家艺术科学奖。2006年2月，他因获得墨西哥艺术金奖（La Medalla De Oro De Bellas Artes de Mexico）而载入史册，这是第一位获得此荣誉的音乐家。在墨西哥，该奖项是许多人最期望获得的职业成就奖。馬奎茲获得的其他奖项包括：莫扎特勋章（由奥地利大使馆授予）、阿方索·奥尔蒂斯·蒂拉多勋章、加州艺术学院杰出校友奖等。他同时也是音乐和戏剧编年会联盟的一员。2000年，德国公众在柏林的一场音乐会上向这位作曲家致敬。
馬奎茲还在面向拉丁美洲举办的一些音乐节上获奖。在这些音乐节上演奏了许多馬奎茲的作品

## 音乐作品
下列音乐作品按照创作时间排序
- Moyolhuica y Enigma，为长笛而作（1981年）
- Mutismo， 为双钢琴而作（1983年）
- Gestación，管弦乐（1983年）
- Concierto interdisciplinario con músicos y fotógrafos （1985年）
- Son， 管弦乐（1986年）
- Persecución， 管弦乐 （1986年）
- Ciudad rota， 为人声、钢琴、打击乐及弦乐团而作 （1987年）
- Sonata Mayo，为竖琴而作 （1989年）
- En Clave，为钢琴而作 （1988－1990年）
- Passages，芭蕾舞音乐（1990年）
- Danzón，为合成器而作 （1990年）
- Noche de luna，为合唱及管弦乐团而作 （1991年）
- Tierra，芭蕾舞音乐（1991年）
- La Nao，芭蕾舞音乐（1992年）
- Sehuailo, 为双长笛及管弦乐团而作（1992年）
- Son a Tamayo, 为竖琴、打击乐器及磁带而作。同Música para Mandinga一起被选为1996年竖琴大会的精品曲目，是一部电子乐作品。（1992年）
- Paisajes Bajo el Signo de Cosmos，管弦乐作品（1993年）
- Zacamandú en la yierba，为钢琴而作（1993年）
- Los cuatro narcisos，芭蕾舞剧（1993年）
- Homenaje a Gismonti，弦乐四重奏（1993年）
- Vals au meninos da rua， 管弦乐（1993年）
- Cristal del Tiempo，芭蕾舞音乐（1994年）
- Danzón No. 1，管弦乐作品（1994年）
- 第2號丹戎舞曲（Danzón No. 2），管弦乐作品（1994年）
- Danzón No. 3，为长笛、吉他与小型管弦乐团而作（1994年）
- Zarabandeo，为单簧管与钢琴而作（1995年）
- Danzón No. 4，为室内管弦乐团而作（1996年）
- Octeto Malandro，为大型管弦乐团而作（1996年）
- Danza de Mediodía，木管五重奏1996年）
- Danzón No. 5，萨克斯管四重奏（1997年）
- Días de Mar y Río，为钢琴而作（1997年）
- Máscaras （Máscara Flor, Máscara Son, La Pasión según San Juan de Letrán, La Pasión según Marcos） （1998年）
- Danza sylvestre，管弦乐作品 （1999年）
- Espejos en la arena （Son de tierra candente, Lluvia en la arena, Polca derecha-izquierda），为大提琴及管弦乐团而作（2000年）
- Danzón No. 6 （"Puerto Calvario"），为大提琴及管弦乐团而作（2001年）
- Danzón No. 7，管弦乐作品 （2001年）
- Danzón No. 8 （"Homenaje to Maurice Ohana"），管弦乐作品 （2004年）
- Sueños （Textos de Eduardo Langagne）, cantata （2005年）
- Conga del Fuego Nuevo，管弦乐作品 （2005年）
- Los Sueños cantate scénique，为女中音、次中音号、混声合唱、叙事者、舞者及管弦乐团而作（2006年）
- De Juarez a Maximiliano, （2006年）
- Solo Rumores, for solo piano （commissioned by Ana Cervantes） （2006年）
- Marchas de duelo y de ira，管弦乐作品 （2008年）
- Cuatro danzas cubants，管弦乐作品 （2009年）
- Rapsodia Tlaxcalteca，管弦乐作品 （2009年）
- Leyenda de Miliano，管弦乐作品 （2010年）
- Danzón 7 （reissue年） （2012年）
- Alas （a Malala），为单簧管、管弦乐团及合唱团而作（2013年）
- De la Mora a las Raíces, （委约作品，为墨西哥州自治大学成立六十周年纪念而作，2017年）
- Danzón No. 9（2017年）
- Concierto de Otoño，为小号而作（2018年）
- Fandango，为安妮·秋子·梅耶斯（英语：Anne Akiko Meyers）小提琴协奏而作（2020年）

## 延伸阅读
- Esquer, José Carlos. Mar que es arena, danzones y espejos: Un acercamiento a la obra del compositor Arturo Márquez. Hermosillo: Instituto Sonorense de Cultura, 2009. ISBN 978-607-7598-08-4ISBN 978-607-7598-08-4.
- Rumbaut, Luis. "The Folk Spirit in Orchestral Music". Clave Magazine （May 2002）:[页码请求]
- Palapa, Fabiola, Claudia Herrera, and Mónica Mateos. "México es un país afortunado en géneros musicales, dijo Arturo Márquez". La Jornada, December 15, 2009.